# Abdoulaye Niasse
 (décembre 2017).
 (octobre 2024).
El Hadj Abdoulaye ibn Seydi Mouhamad Niasse, né en 1848 à Béli (Royaume du Djolof) et mort le 14 juin 1922 à Kaolack (Colonie du Sénégal), est un éminent maître soufi sénégalais, reconnu pour sa compétence en matière d’exégèse du Coran, ainsi qu’un érudit s’inscrivant dans la tradition de l’école de jurisprudence malikite. 
En tant que grand calife de la confrérie Tijaniyya, il fonda la branche Niassène de cette confrérie, laquelle revendique à son actif plus d’une centaine de millions de disciples répartis à travers l’Afrique subsaharienne et au-delà.

## Biographie

### Naissance et enfance
Abdoulaye Niasse vit le jour en 1848 à Béli, au sein des terres du Djolof, au Sénégal. Fils de Mouhamad Niasse et de Khadija Thiam, son existence s'enracine dans une lignée pieuse et savante, où le savoir coranique, en particulier, se transmit de génération en génération. Sous la férule paternelle, lui-même un maître éminent dans l’enseignement des préceptes coraniques, le jeune Abdoulaye s’appliqua avec une rigueur exemplaire à la mémorisation du Coran, laquelle fut menée dès ses premières années avec une minutie propre aux disciples dévoués. 

### Engagement politique et religieux
Une ligue de résistance contre l'expansion coloniale française est fondée par Maba Diakhou Bâ, éminent instigateur de la ville de Nioro du Rip, érigée sur les vestiges de Paos, ancienne cité mandingue du Badibou septentrional, dont il s’appropria le pouvoir en dépossédant les princes Marones qui y régnaient jusqu’alors. En réponse à l'appel formel, nombre de marabouts se rallièrent à sa cause. En 1865, son père, Mouhamad Niasse, quitta ainsi son lieu d’origine pour s’établir dans le Rip, où il érigea le village de Niassène. Cette même année, El Hadj Abdoulaye Niasse le rejoignit et fonda le village de Taïba Niassène. La résistance menée par Maba Diakhou Bâ se heurta à la détermination des troupes françaises, commandées par le chef de guerre Émile Pinet-Laprade, dans la vallée de Pathé Badiane. Une patrouille qu'il dirigeait alors rencontra, selon les archives coloniales françaises, l’opposition du lieutenant Le Clairet sur le territoire des Pangols de Ndorong, où se trouve désormais le lycée commercial qui porte le nom de ce dernier.

### Années de lutte
En 1867, lorsque Maba Diakhou Bâ succombe à ses combats, Mouhamad Niasse se retire dans la région de Niassène, tandis qu'Abdoulaye Niasse, animé d’un zèle inextinguible, embrasse résolument la lutte armée sous l’étendard de Saer Maty Ba, digne héritier de Maba. En 1871, un deuil personnel frappe Abdoulaye Niasse avec le décès de sa mère, Khadija. Puis, en 1873, il reçoit de son oncle maternel, Ibrahima Thiam, communément appelé Serigne Kelelle, l’initiation à la voie de la Tijaniyya, laquelle cultive une dévotion mystique exigeante et codifiée. Dans ce même élan d’élévation spirituelle, il entreprend alors son agrégation religieuse auprès de Mokhktar N'Diaye Niane à Bamba-Langhème, au cœur du Saloum, où les doctrines se distillent en des enseignements subtils et profonds, le forgeant pour une vie de dévotion et de sagacité.

### Épreuves et écrits
C'est aux alentours de 1874 que s'engage son premier mariage, et en 1875 qu'il choisit de réitérer son initiation à la Tijaniyya auprès de Mouhamad ibn Ibrahim Diallo, émissaire de passage à Keur Mamadou Néné et compagnon dévoué d'Oumar Tall. En 1876, une autre épreuve l’attend avec la disparition de son père, Mouhamad Niasse. 
Dans une époque troublée par des conflits intestins au sein de l'État du Rip, le monarque du Saloum, mû par un esprit de revanche, déclencha contre celui-ci des hostilités virulentes. Les prémices de cette guerre virent le village de Niassène, ainsi que sa somptueuse Grande Mosquée, être réduits en cendres au cours de cette période tumultueuse. Toutefois, il advint qu' Abdoulaye Niasse entreprît, malgré l'effervescence ambiante, la rédaction d’un traité singulier, sobrement intitulé Miftâhoul-Anwâr wa Mounîloul-Asrâr, dans lequel il consignait maintes réflexions ésotériques et illuminations mystiques. 
En 1882, il s’illustra d’un côté par sa participation ardente aux luttes contre les animistes, en vue de préserver et fortifier l’État Islamique transmis par l'almamy des royaumes du Rip et du Saloum ; de l’autre, il se dévoua à entreprendre, en compagnie de plusieurs notables desdites contrées, des efforts de conciliation parmi les familles et coreligionnaires engagés dans des conflits fratricides — parmi lesquels figuraient des membres de la lignée de Maba Diakhou, y compris son frère et successeur de l’almamy Mamour Ndari, ainsi que des Seigneurs de Guerre tels que le général Birane Cissé. En 1885, il prit part, aux côtés du Bourba Alboury N'Diaye, à la bataille de Naoudourou, visant à secourir le valeureux Saer Maty. Cependant, l’intervention militaire des forces coloniales dans le Rip renversa la résistance locale, annexant celui-ci au Saloum sous le règne de Guédel Mbodj. Lui, Saer Maty et certains autres moudjahidines persévérèrent dans leur résistance farouche, et il engagea son dernier combat lors de la bataille de Coumbof, non loin de l’actuelle cité de Mbirkilane. Après cet ultime assaut, quelques combattants acceptèrent l'armistice, tandis que d'autres prirent le chemin de l'exil en Gambie, où il demeura environ quatre années à Bathurst. Dans cette ville, il exerça la fonction de vizir au sein de la Chefferie temporelle de Saer Maty, avant de s'établir définitivement à Taïba-Niassène.
Abdoulaye Niasse s'illustre désormais par son engagement auprès des autochtones en faveur du développement de sa ville. À cet égard, il entreprend diverses initiatives notables, telles que la transformation de la mosquée, le forage d'un puits, et la revalorisation des terres ainsi que de la production agricole. Par ce biais, il inscrit sa communauté dans le tissu agro-économique du Bassin arachidier. De surcroît, il œuvre à l'intégration d'une Classe mauritanienne au Saloum, les Idawa’ly, tout en enrichissant sa correspondance et ses échanges avec l'élite arabo-islamique de la Sénégambie, de la Sous-Région et d'Afrique du Nord. Parallèlement à ces activités, il établit son Daara, anime son Majliss et dirige sa zaouïa en conformité avec les principes fondateurs de la Tijaniyya. Ces démarches visent à promouvoir un cadre de vie plus harmonieux et prospère, permettant ainsi d'ériger une communauté plus résiliente, soucieuse de son héritage culturel et de son développement socio-économique. À la suite du décès de son oncle Serigne Kelelle, il s'apprête à assumer d'importantes prérogatives religieuses et spirituelles au sein de son agglomération, se faisant l'Imâm, le Mufti et le Cadi. 
En 1890, la première biographie lui étant consacrée fut rédigée sous le titre "Mouttrib Assâmiïne wan Nâzirîne" par Cheikh Mouhamad Ibn ’Abdoullah Ibn Mouhamad Ibn Mouhamad Assaghîr Attichity, communément désigné sous l’appellation d'Ibn Mboja. 

### Exil et développement communautaire
Des traités établis avec les souverains locaux placent la Sénégambie centrale sous l'autorité de la France, tandis que les rives gambiennes relèvent du Royaume-Uni. Abdoulaye Niasse, par son engagement dans la culture arachidière ainsi que par ses initiatives éducatrices, observe une augmentation de ses revenus et du nombre de ses disciples. En effet, un rapport rédigé par le commandant de Nioro le dépeint comme le marabout ayant le plus grand nombre de disciples dans les régions du Rip et du Saloum. Par ailleurs, Paul Marty offre une représentation précise de la répartition de la clientèle d’Abdoulaye Niasse à travers la Sénégambie, mettant en exergue que, parmi les divers groupements religieux dérivés d'Oumar Tall, sa branche se distinguait comme la plus significative, en dehors du Fouta. 
Cette influence croissante finit par éclipser Mandiaye Bâ, le fils de Mamour Ndary. Ce dernier, en connivence avec l'administration coloniale, l'accuse d'inciter à l'insurrection contre les Français. Les événements de la révolte de Ndjouma? le Peul à Malem Hodar et la bataille du bourg de Diom exacerbèrent la situation. Bien que ces accusations se révélassent infondées, une répression sévère s'abattit sur lui. En 1901, le village de Taïba Niassène fut anéanti par les autorités françaises, ses biens furent confisqués, tandis que sa mosquée subissait l'incendie et le pillage. Mandiaye Bâ se réfugia, accompagné d'un nombre considérable de ses disciples, en Gambie, d'abord dans le hameau de Keur Samba Yacine, à proximité de Ndiamacounda, puis à Sam, non loin de Khoughel.
En 1890, Abdoulaye Niasse prit la décision d'accomplir son pèlerinage à La Mecque, une entreprise qui s'avérait fort ardue en cette époque. Il s'engagea alors dans une remontée du fleuve Gambie jusqu'à sa source, traversant plusieurs contrées, notamment le Soudan français, la Haute-Volta, le Niger et le Tchad, avant d'atteindre le Soudan, et plus précisément Port-Soudan. De là, il emprunta la mer Rouge pour atteindre Yanbu, une cité côtière située non loin de La Mecque. C'est à cet endroit qu'il entreprit véritablement son Hajj et séjourna dans la région du Hedjaz, avant de se rendre à Médine. Par la suite, il poursuivit sa pérégrination en Égypte, visitant les villes d'Alexandrie et du Caire, où il reçut une distinction éminente de l'Université al-Azhar, témoignant ainsi de son érudition. Il est vraisemblable que ce voyage lui permit de faire la connaissance des chérifs de l'illustre tribu mauritano-marocaine des Idaw’aly, à savoir Cheikh Mouhamad Ibn Cheikh al-Chinguity et Cheikh Mouhamad Val al-Fagha. Ainsi, il devint la deuxième personnalité au Sénégal, après Oumar Tall, à avoir réalisé le hajj. 
À son retour, il poursuivra ses occupations spirituelles et s'attachera à veiller sur les siens. Parmi les visiteurs, on notera la présence de Cheikh Ahmad ibn Assaêh, descendant de Cheikh Ahmad al Abdalawy, qui occupe la fonction d’ambassadeur itinérant au sein de la tariqa Tidjani.   
En l'an 1910, El Hadj Abdoulaye entreprit, accompagné de son fils aîné et futur successeur, Muhammad Al Khalifa Niasse, un voyage à destination du Maroc, en particulier vers la zaouïa mère de Fès, où ils furent reçus avec chaleur et distinction par les dignitaires locaux. À cette époque, la région de la Sénégambie ne connaissait que des Ijaza Mouhayat, c’est-à-dire limitées à un nombre restreint de mouqadam (représentants). Cette situation s'avéra ardue face aux multiples sollicitations dont Abdoulaye Niasse était l'objet. Il prit alors la résolution de se rendre à la source, animé du désir d’obtenir une autorisation illimitée. C’est grâce à l'intermédiaire d'une des figures éminentes de la zaouïa, à savoir Seydi Araby al Mouheb, qu’il parvint à réaliser cette aspiration. Au seuil de sa porte,  Abdoulaye Niasse fut conduit par un homme mystérieux, qui le découvrit au mausolée d'Ahmed Tijani, plongé dans des invocations ferventes, assis sous le pilier suprême. Leur rencontre scella la pleine satisfaction de ses supplications. Il rapporta ainsi de précieux manuscrits renfermant des arcanes et des secrets indévoilables, parmi lesquels figurait la permission pour le nom suprême (Ism’Allah al Adham). De surcroît, il lui fut conférée l’Ijaza Itlaq, la consécration suprême au sein de la tariqa Tidjani, le plaçant ainsi comme le premier à jouir de ce grade en Sénégambie à cette époque. Le calife Mouhamad al Bachir Tidjani lui remit personnellement le Manuscrit Original du Jawâhiroul’ Ma’âni, assorti de quatre perles du chapelet de Cheikh Ahmed Tijani, de quelques cheveux, ainsi que d'effets personnels appartenant au fondateur de la voie. En tout, il reçut un total de six Ijâzâte (consécrations) émanant de Cheikh Mouhammad Al-Bachîr Tijani, petit-fils d'Ahmed Tijani, de Cheikh Ahmad Al-Abdallâwy, de Cheikh Sidi Taib As-Soufyâni, de Cheikh Mouhamad Al-’Araby Al-Mouheb Al-Sajelmâssy, de Cheikh ’Abdou’Karîm Banniss, et de Cheikh Ahmad Soukeyridj.
Le fils d’Abdoulaye Niasse, Mame Khalifa Niasse, profita de cette visite pour poursuivre son chemin vers La Mecque, effectuant son pèlerinage à partir de Marseille, avant de retrouver son père à Fès pour entreprendre ensemble le voyage de retour. De retour au Sénégal, Abdoulaye Niasse s’arrêta d’abord à Thiès, chez la famille Ndieguène, avant de continuer vers Tivaouane. Ce détour était justifié par un engagement pris au Maroc, visant à remettre à l’érudit de Tivaouane, Malick Sy, l’un des secrets de la Tijanyya qu’il avait requis par correspondance. Ce secret, envoyé par messager verbal, ne pouvant être réinscrit, ainsi que l’Ijaza Itlaq, revêtait une importance particulière. Abdoulaye demeura à Tivaouane en tant que maître, accueillis par son homologue et frère cadet, Malick Sy, qui lui réserva un accueil chaleureux durant trois mois, entre janvier et mars 1911. C'est sous son autorité qu'il dirigeait les prières et le Wazifa, dispensait les wirds et les demandes d’Ijaza, et procédait à l’union des époux. En hommage à ce dernier, Maodo composa un poème fort élogieux. Par ailleurs, Malick intervint auprès des autorités coloniales afin de faciliter le retour d’Abdoulaye Niasse au Sénégal. À cette fin, il engagea, à ses frais, les services d’un avocat mulâtre, dénommé Maître Carpot. Plus tard, lorsque Abdoulaye Niasse prit congé de son hôte, celui-ci l’accompagna jusqu’à Gossas, lui recommandant de faire halte à la Commanderie du Cercle de Kaolack.
À l'instigation de William Merlaud-Ponty, gouverneur général à Saint-Louis, le commandant Brocard entreprit d’installer Abdoulaye Niasse à une distance modique du centre-ville. Sur cette nouvelle terre située à Kaolack, il lui conféra le nom de Léona Niassene, une dénomination conforme aux traditions des Niassène. 

### Dernières années
En 1913, une multitude de savants et d’érudits se sont donnés rendez-vous pour rendre hommage, parmi lesquels figuraient des personnalités éminentes telles que Cheikh Ahmad Ibn As-Saêh, qui effectua sa seconde visite, ainsi que Cheikh Attijâny Ibn Baba Ibn Ahmad Bayba Al Alawy, frère de l’auteur du Mouniyatoul Mourid. Également présent, Cheikh Mouhammad Al-Kabîr Ibn Maham Al Alawy, petit-fils de l’auteur de Rawdou châma’il, et Cheikh ’Abdoullâh Ould Al-Hâjj Al Michry Al Alawy, reconnu comme l’autorité en matière de connaissances gnostiques, notamment en ce qui concerne « ilmoul adhwaq » et « Marifatou billahi ». 
La fin de la Première Guerre mondiale opère un rapprochement entre les colonisateurs et les colonisés, tout en accentuant le processus de guérison des blessures hégémoniques. Les colonisateurs s'efforceront de se rapprocher de la zaouïa de Léona-Niassène. Toutefois, El Hadji Abdoulaye demeurera toujours circonspect à l'égard des autorités coloniales, n'envoyant aucun de ses fils ou disciples vers leurs établissements scolaires, malgré les efforts de rapprochement qu'ils auront tentés. En 1922, il dictera son ultime ouvrage intitulé Al-Asrâr-Ar-Rabbâniyya fil-Haddi ’alâ Attarîqa Attijâniyya. Il convient de souligner ici l'ampleur de sa production littéraire, qui se manifeste tant dans les domaines des sciences islamiques que dans ceux de la pharmacopée, notamment en matière de médecine traditionnelle, dont il était un expert éminent.
Abdoulaye Niasse s'éteignit le 14 juin 1922 et, conformément à sa propre préconisation, fut inhumé dans sa zaouïa. Il affirmait, à l'instar des illustres pôles qui l'avaient précédé, tels que Sidi Ali Tamacini, avoir atteint le maqamat Qutbaniya al Oudhma, désignant ainsi le pôle spirituel de son époque. Selon ses dires, il ne convenait point qu’il fût enterré dans un cimetière, comme le stipulait l'administration coloniale. En dépit de cette prohibition, le commandant de cercle Brocard signa néanmoins l'autorisation permettant son inhumation au sein de la zaouïa.

## Postérité
Parmi les héritiers de la Tijaniyya, se distinguent des figures illustres telles qu’Ibrahim Niasse, ainsi que son éminent successeur et calife, Mame Khalifa Niasse, entre autres.
Sa lignée continue de donner jour à des figures influentes au Sénégal. Parmi celles-ci se distinguent le calife Cheikh Ahmed Tidiane Niasse, ainsi qu’Ahmed Khalifa Niasse, homme politique et homme d’affaires, et Sidy Lamine Niasse, intellectuel et acteur majeur du paysage médiatique. À cela s'ajoute l’imam de Medina Baye, Imam Hassan Cissé, qui s’affirme comme l’une des personnalités musulmanes les plus influentes à l’échelle mondiale[réf. nécessaire]. Enfin, l’actuel Imam, Cheikh Tidiane Cisse, incarne également cette continuité spirituelle et sociale.